# Lijst van ministers-presidenten van Saksen

Wapen van Saksen

Dit is een lijst van ministers-presidenten van de Duitse deelstaat Saksen.

## Koninkrijk Saksen (1831–1918)
| Afbeelding                                                         | Persoon                                                            | Periode                                                            | Partij                                                             |
| Koninkrijk Saksen                                                  | Koninkrijk Saksen                                                  | Koninkrijk Saksen                                                  | Koninkrijk Saksen                                                  |
| Voorzitters van de Ministerraad Vorsitzende der Gesamtministeriums | Voorzitters van de Ministerraad Vorsitzende der Gesamtministeriums | Voorzitters van de Ministerraad Vorsitzende der Gesamtministeriums | Voorzitters van de Ministerraad Vorsitzende der Gesamtministeriums |
| ------------------------------------------------------------------ | ------------------------------------------------------------------ | ------------------------------------------------------------------ | ------------------------------------------------------------------ |
| Bernhard August Freiherr von Lindenau                              | Bernhard August Freiherr von Lindenau                              | 1 december 1831 - september 1843                                   |                                                                    |
| Julius Traugott Jakob von Könneritz                                | Julius Jakob von Könneritz                                         | september 1843 - 13 maart 1848                                     |                                                                    |
| Alexander Karl Hermann Braun                                       | Alexander Karl Hermann Braun                                       | 16 maart 1848 - 24 februari 1849                                   | liberaal (gematigd)                                                |
|                                                                    | Gustav Friedrich Held                                              | 24 februari 1849 - 2 mei 1849                                      | liberaal (gematigd)                                                |
| Ferdinand von Zschinsky                                            | Ferdinand von Zschinsky                                            | 2 mei 1849 - 28 oktober 1858                                       | conservatief (gematigd)                                            |
| Friedrich Ferdinand Graf von Beust                                 | Friedrich Ferdinand Graf von Beust                                 | 28 oktober 1858 - 15 augustus 1866                                 | conservatief (gematigd)                                            |
| Johann Paul Freiherr von Falkenstein                               | Johann Paul Freiherr von Falkenstein                               | oktober 1866 - 1 oktober 1871                                      | conservatief                                                       |
| Richard Freiherr von Friesen                                       | Richard Freiherr von Friesen                                       | 1 oktober 1871 - 1 november 1876                                   | conservatief                                                       |
| Georg Friedrich Alfred Graf von Fabrice                            | Georg Friedrich Alfred Graf von Fabrice                            | 1 november 1876 - 25 maart 1891                                    | conservatief                                                       |
| Karl Friedrich Wilhelm von Gerber                                  | Karl Friedrich Wilhelm von Gerber                                  | 25 maart 1891 - 23 december 1891                                   | conservatief                                                       |
|                                                                    | Julius Hans von Thümmel                                            | december 1891 - 12 februari 1895                                   | conservatief                                                       |
| Heinrich Rudolf Schurig                                            | Heinrich Rudolf Schurig                                            | 12 februari 1895 - 15 juni 1901                                    | conservatief                                                       |
| Carl Georg Levin Graf von Metzsch-Reichenbach                      | Carl Georg Levin Graf von Metzsch-Reichenbach                      | juni 1901 - 30 april 1906                                          | conservatief                                                       |
| Konrad Wilhelm von Rüger                                           | Konrad Wilhelm von Rüger                                           | 30 april 1906 - 1 december 1910                                    | conservatief                                                       |
| Victor Alexander von Otto                                          | Victor Alexander von Otto                                          | 1 december 1910 - 26 juli 1912                                     | conservatief                                                       |
| Max Clemens Lothar Freiherr von Hausen                             | Max Clemens Lothar Freiherr von Hausen                             | 26 juli 1912 - 21 mei 1914                                         | conservatief                                                       |
| Heinrich Gustav Beck                                               | Heinrich Gustav Beck                                               | 21 mei 1914 - 26 oktober 1918                                      | conservatief                                                       |
| Rudolf Heinze                                                      | Rudolf Heinze                                                      | 26 oktober 1918 - 13 november 1918                                 | DVP                                                                |

## Vrijstaat Saksen (1918–1952)
| Afbeelding                                                                                  | Persoon                                                                                     | Periode                                                                                     | Partij                                                                                      |
| Vrijstaat Saksen                                                                            | Vrijstaat Saksen                                                                            | Vrijstaat Saksen                                                                            | Vrijstaat Saksen                                                                            |
| Voorzitters van de Raad van Volksafgevaardigden Vorsitzende des Rates der Volksbeauftragten | Voorzitters van de Raad van Volksafgevaardigden Vorsitzende des Rates der Volksbeauftragten | Voorzitters van de Raad van Volksafgevaardigden Vorsitzende des Rates der Volksbeauftragten | Voorzitters van de Raad van Volksafgevaardigden Vorsitzende des Rates der Volksbeauftragten |
| ------------------------------------------------------------------------------------------- | ------------------------------------------------------------------------------------------- | ------------------------------------------------------------------------------------------- | ------------------------------------------------------------------------------------------- |
|                                                                                             | Richard Lipinski                                                                            | 15 november 1918 - 21 januari 1919                                                          | USPD                                                                                        |
| Georg Gradnauer                                                                             | Georg Gradnauer                                                                             | 21 januari 1919 - 14 maart 1919                                                             | SPD                                                                                         |
| Ministers-presidenten Ministerpräsidenten                                                   |                                                                                             |                                                                                             |                                                                                             |
| Georg Gradnauer                                                                             | Georg Gradnauer                                                                             | 14 maart 1919 - 4 mei 1920                                                                  | SPD                                                                                         |
| Wilhelm Buck                                                                                | Wilhelm Buck                                                                                | 4 mei 1920 - 21 maart 1923                                                                  | SPD                                                                                         |
| Erich Zeigner                                                                               | Erich Zeigner                                                                               | 21 maart 1923 - 29 oktober 1923                                                             | SPD                                                                                         |
| Rudolf Heinze                                                                               | Rudolf Heinze (Rijkscommissaris)                                                            | 29 oktober 1923 - 31 oktober 1923                                                           | DVP                                                                                         |
|                                                                                             | Alfred Karl Fellisch                                                                        | 31 oktober 1923 - 4 januari 1924                                                            | SPD                                                                                         |
| Max Heldt                                                                                   | Max Heldt                                                                                   | 4 januari 1924 - 26 juni 1929                                                               | SPD (tot 1926) ASPD (vanaf 1926)                                                            |
|                                                                                             | Wilhelm Bünger                                                                              | 26 juni 1929 - 18 februari 1930                                                             | DVP                                                                                         |
| Walther Schieck                                                                             | Walther Schieck                                                                             | 6 mei 1930 - 10 maart 1933                                                                  | DVP                                                                                         |
| Ministers-presidenten ten tijde van het nationaalsocialisme Ministerpräsidenten             |                                                                                             |                                                                                             |                                                                                             |
| Manfred Freiherr von Killinger                                                              | Manfred Freiherr von Killinger                                                              | 10 maart 1933 - 28 februari 1935                                                            | NSDAP                                                                                       |
| Martin Mutschmann                                                                           | Martin Mutschmann                                                                           | 1 maart 1935 - 7 mei 1945                                                                   | NSDAP                                                                                       |
| Ministers-presidenten ten tijde van de SBZ en de DDR Ministerpräsidenten                    |                                                                                             |                                                                                             |                                                                                             |
| Rudolf Friedrichs                                                                           | Rudolf Friedrichs                                                                           | 4 juli 1945 - 13 juni 1947                                                                  | SPD (tot 1946) SED (vanaf 1946)                                                             |
| Max Seydewitz                                                                               | Max Seydewitz                                                                               | 31 juli 1947 - 23 juli 1952                                                                 | SED                                                                                         |

## Ministers-presidenten sinds 1990
| Nr. | Minister-president van Saksen Ministerpräsident der Freistaat Sachsen | Minister-president van Saksen Ministerpräsident der Freistaat Sachsen | Minister-president van Saksen Ministerpräsident der Freistaat Sachsen | Ambtstermijn     | Ambtstermijn     | Partij |
| --- | --------------------------------------------------------------------- | --------------------------------------------------------------------- | --------------------------------------------------------------------- | ---------------- | ---------------- | ------ |
| 1   |                                                                       | Kurt Biedenkopf                                                       | Kurt Biedenkopf (1930–2021)                                           | 3 oktober 1990   | 18 april 2002    | CDU    |
| 2   |                                                                       | Georg Milbradt                                                        | Georg Milbradt (1945)                                                 | 18 april 2002    | 28 mei 2008      | CDU    |
| 3   |                                                                       | Stanislaw Tillich                                                     | Stanislaw Tillich (1959)                                              | 28 mei 2008      | 13 december 2017 | CDU    |
| 4   |                                                                       | Michael Kretschmer                                                    | Michael Kretschmer (1975)                                             | 13 december 2017 | heden            | CDU    |